# Cantonul Ourville-en-Caux
Cantonul Ourville-en-Caux este un canton din arondismentul Le Havre, departamentul Seine-Maritime, regiunea Haute-Normandie, Franța.

## Comune
| Comune                      | Populație (1999) | Cod poștal | Cod INSEE |
| --------------------------- | ---------------- | ---------- | --------- |
| Ancourteville-sur-Héricourt | 218              | 76560      | 76009     |
| Anvéville                   | 247              | 76560      | 76023     |
| Beuzeville-la-Guérard       | 150              | 76450      | 76091     |
| Carville-Pot-de-Fer         | 111              | 76560      | 76161     |
| Cleuville                   | 119              | 76450      | 76180     |
| Le Hanouard                 | 273              | 76450      | 76339     |
| Hautot-l'Auvray             | 339              | 76450      | 76346     |
| Héricourt-en-Caux           | 867              | 76560      | 76355     |
| Oherville                   | 160              | 76560      | 76483     |
| Ourville-en-Caux            | 1 041            | 76450      | 76490     |
| Robertot                    | 117              | 76560      | 76530     |
| Routes                      | 177              | 76560      | 76542     |
| Saint-Vaast-Dieppedalle     | 323              | 76450      | 76653     |
| Sommesnil                   | 84               | 76560      | 76679     |
| Thiouville                  | 240              | 76450      | 76692     |
| Veauville-lès-Quelles       | 102              | 76560      | 76730     |